# Benthonellania
Genre
Benthonellania est un genre de mollusques gastéropodes marins de la famille des Rissoidae et dont l'espèce-type est Benthonellania gofasi.

## Liste d'espèces
Selon World Register of Marine Species (31 octobre 2017) :
- Benthonellania acuticostata (Dall, 1889)
- Benthonellania agastachys Bouchet & Warén, 1993
- Benthonellania alvanioides Oliver & Rolán, 2017
- Benthonellania antepelagica Lozouet, 1990 †
- Benthonellania charope (Melvill & Standen, 1901)
- Benthonellania coronata Absalão & Santos, 2004
- Benthonellania donmoorei Moolenbeek & Faber, 1991
- Benthonellania fayalensis (Watson, 1886)
- Benthonellania gofasi Lozouet, 1990
- Benthonellania listera (Dall, 1927)
- Benthonellania multicostata Absalão & Santos, 2004
- Benthonellania oligostigma Bouchet & Warén, 1993
- Benthonellania praexanthias Lozouet, 1990 †
- Benthonellania pyrrhias (Watson, 1886)
- Benthonellania xanthias (Watson, 1886)

### Publication originale
- Pierre Lozouet, « Benthonellania nouveau genre de Rissoidae (Gastropoda, Prosobranchia) du bathyal atlantique », Bulletin du Muséum national d'histoire naturelle. Section A, Zoologie, biologie et écologie animales, Paris, Muséum national d'histoire naturelle, vol. 12, no 2,‎ 1990, p. 313-328 (ISSN 0181-0626 et 3038-9895, OCLC 436447503, BNF 34354410, lire en ligne).